# ヘマ・マリニ
ヘマ・マリニ (ヒンディー語:हेमा मालिनी,英:Hema Malini、1948年10月16日-)は、インドの映画女優、政治家で、他にも作家、監督、プロデューサー、踊り手など多岐にわたる。ヒンディー語映画史上、最も成功した女優の一人と見なされている。
1963年、彼女はタミル語映画『Idhu Sathiyam』で俳優デビューを果たした。1968年の『Sapno Ka Saudagar』で初の主役を演じると、以後は専ら主演女優として数多くのボリウッド映画に出演した。彼女の映画の大半は、夫ダルメンドラを相手役に主演を務めた。当初マリニは「ドリームガール」として名が知れ渡り、1977年の同名映画 (Dream Girl (1977 film)) に主演した。彼女はコミカルな役柄とドラマチックな役柄の双方を演じるほか、踊り手もこなす。1976年から1980年まで、彼女は出演料の最も高額なインド女優の一人だった。
彼女はこれまでにフィルムフェア賞の主演女優賞に11回ノミネートされており、同賞を1973年に受賞した。2000年、マリニはフィルムフェアの生涯功労賞を受賞し、インド政府より民間人栄誉として4番目に高いパドマ・シュリー勲章を叙勲された。2012年、サー・パダンパット・シンハニア大学がインド映画における彼女の貢献を認めてマリニに名誉博士号を授与した。マリニはインド国立映画開発公社の会長も務めた。2013年、インド映画への貢献でアーンドラ・プラデーシュ州政府からNTRナショナル・アワードを受賞した。
2003年から2009年まで、マリニはインド人民党の代議員として、インド議会の上院ラージヤ・サバーに選出された。2014年、マリニは下院のローク・サバーに選出された。マリニは慈善活動やソーシャルベンチャーに携わっており、現在はクリシュナ意識協会の生涯会員でもある。彼女は踊りと演技で批評家から賞賛されている。

## 前半生と家族
マリニは、タミル系アイーアンガー というバラモン家系のジャヤ・ラクシュミ(Jaya Lakshmi) とVSRチャクラヴァーティ(VSR Chakravarti)の子供として生まれた。彼女はチェンナイにある教育施設(Andhra Mahila Sabha)に通い、得意科目は歴史だった。彼女は11学年（日本でいう高校2年）までニューデリーの中等教育機関(DTEA Mandir Marg)で学び、その後彼女は演技の職種を追求した。
ダルメンドラと共演した最初の映画が1970年の『Tum Haseen Main Jawaan』で、この二人が1980年に結婚した。当時ダルメンドラは既婚者で子供もいた。マリニとダルメンドラの間には、イーシャー・デーオール(1981年)とアハナ・デーオール(1985年)という子供2人を授かった。
映画『Phool Aur Kaante』『Roja』『Annayya』で女性主人公の一人を演じたマドゥー・ラグナートはマリニの姪である。
2015年6月11日、二女アハナ・デーオールが第1子を出産して、マリニは祖母になった。2017年10月20には長女イーシャー・デーオールが子供を授かり、2人目の孫ができた。

## 映画経歴

### 1960年代
マリニは、1961年の『Pandava Vanavasam』と62年の『Idhu Sathiyam』で端役を演じた。1968年の『Sapno Ka Saudagar』でラージ・カプールの相手役を務め、ドリーム・ガールとして名が知れ渡っていった。

### 1970年代
マリニは、1970年の『Johnny Mera Naam』で主役の一人を演じた。その後71年の映画『Andaz』『Lal Patthar』で、彼女は主役級としての役割を確立した。1972年、彼女は『Seeta Aur Geeta』でダルメンドラの相手役とサンジーヴ・クマールの相手役という二役を演じ、この映画でフィルムフェア賞の主演女優賞を受賞した。他にも『Sanyasi』『Dharmatma』『Pratigya』『炎』『Trishul』などが彼女の主演した人気映画となった。
70年代の最も象徴的な二人組マリニとダルメンドラは、上述の『炎』を含む映画28作品で共演した。
ラジェシュ・カーナとの掛け合いでは『Andaz』『Prem Nagar』で好評を博した。

### 1980年代と1990年代
80年代、マリニは『Kranti』『Naseeb』『Satte Pe Satta』『Rajput』など大掛かりな予算の映画に主演し続け、その大半が興行収入で成功を収めた。母親になってからも彼女は『Aandhi Toofan』『Durgaa』『Jamai Raja』などの映画でヒロイン中心の役を演じ続けた。
この時期、夫ダルメンドラと共演した映画には 『Alibaba Aur 40 Chor』『Baghavat』『Samraat』『Razia Sultan』『Raaj Tilak』などがある。ラジェシュ・カーナとの共演も 『Dard』『Bandish』『Paap Ka Ant』などで続いており、その幾つかはある程度の成功を収めた。
90年代、彼女は映画『Dil Aashna Hai』(1992)の監督およびプロデューサーを務めた。また、姪のマドゥーが主演した2作目の長編映画『Mohini』(1995)の監督およびプロデューサーも務めた。その後、彼女は踊りやテレビの仕事に焦点を当て、時々映画に出演するようになった。

### 2000年以降
何年も映画を休んだ後、マリニは2003年の『Baghban』で復帰し、フィルムフェア賞の主演女優賞にノミネートされた。また、2004年の『Veer-Zaara 』や2007年の『Laaga Chunari Mein Daag』にもゲスト出演した。2010年、彼女は『Sadiyaan』で仲間の往年女優レーカーと共演した。2011年、彼女は夫ダルメンドラと娘イーシャー・デーオールの両方を主人公にした3作目の長編映画『 Tell Me O Khuda』の監督およびプロデューサーを務めたが、興行収入は振るわなかった。 2017年、グワーリヤルのヴィジャヤ・ラジェ・シンディア役で映画『Ek Thi Rani Aisi Bhi』に出演した。本作はグル・バハール・シンの監督作品で、夫役を演じたヴィノード・カンナーの遺作となった。最近の出演作は、主役ではないが2020年1月3日に劇場公開された『Shimla Mirchi』である。

## 政治家歴
1999年、マリニはパンジャブ州グルダスプールの下院ローク・サバー選挙でインド人民党(BJP)の候補者ヴィノード・カンナ（元ボリウッド俳優）の応援活動を行った。2004年2月、マリニは正式にBJP党員となった。2003年から2009年まで、彼女は当時のインド大統領アブドゥル・カラームに指名されて上院ラージヤ・サバーの議員を務めた。2010年3月、マリニがBJPの事務総長に就任すると、2011年2月にはアナント・クマールから党幹事長を推薦された。2014年の下院総選挙で、マリニはマトゥラーの全国ローク・ダル党現職候補を33万票差で破って、ローク・サバーに選出された。

## 社会的大義との関連
マリニは動物の権利運動団体PETAインドの支持者である。2009年、彼女はムンバイ市の行政長官に手紙を書き、交通量の激しい同市内の通りから馬車を禁止するよう促した。 2011年、彼女は環境・森林・気候変動省の大臣ジャイラム・ラメシュに手紙を書き、闘牛(Jallikattu)を禁止するよう促した。彼女は「PETAの私の友人がjallikattu大会の調査を実施して、雄牛が鼻輪で乱暴に引っ張られたり、殴られ、鋭い棒で打たれ、動くのが精一杯ほどトラックにぎゅうぎゅう詰めにされたことが文書化された」と語った。同年マリニは「PETAの今年の人物(Person of the Year)」の称号を獲得した。彼女は菜食主義者として「自分の食べ物の選択が地球や動物をも助けていると分かることが、私を幸せにしてくれる」と発言した。

## 他の仕事

### 舞踊

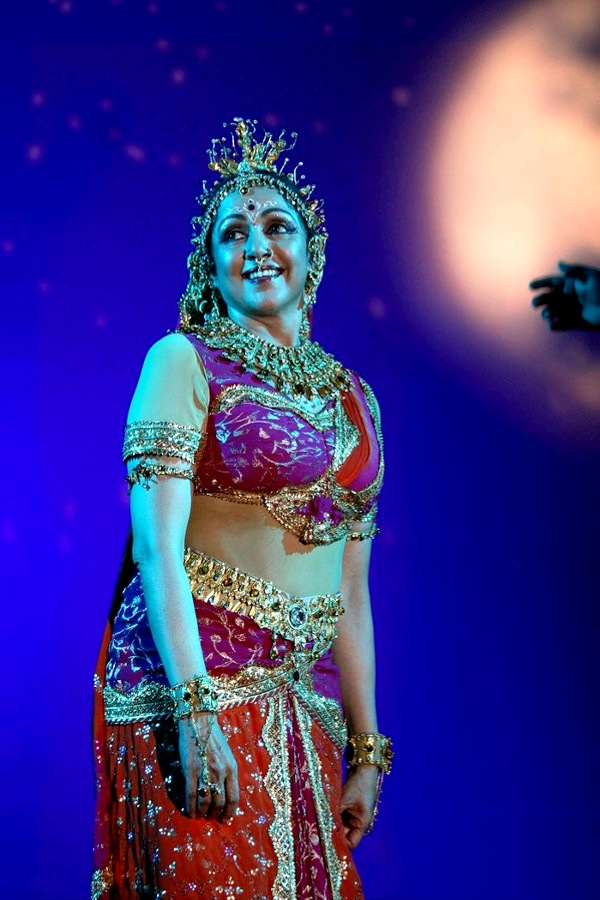
コンサートで舞踊を披露するマリニ

マリニは熟練したバラタナティヤムの踊り手である。娘イーシャー・デーオールとアハナ・デーオールは熟練したオディシイ（オリッサ州の古典舞踊）の踊り手である。彼女達は慈善イベントでマリニと共演した。彼女はまたカジュラーホーの舞踊フェスティバルでも娘達と共演した。
マリニは、クチプディ（アーンドラ・プラデーシュ州の古典舞踊）やモヒニアッタム（ケーララ州の古典舞踊）も習った。彼女は、トゥルシーダースの『ラームチャリットマーナス』に出てくる幾つもの役（ナラシンハやラーマなど）を踊り演じている。2007年、彼女はダシェラー前夜にマイスールで舞踊を披露し、そこでは焼身自殺するサティー役やパールヴァティーなど1人三役を演じた。。
マリニは自身のダンススクールNatya Vihar Kala Kendraを所有している。

### テレビ
マリニは『Jai Mata Ki』 (2000)などの連続テレビ番組に出演している。彼女はここで女神ドゥルガー役を演じた。他の連続テレビ番組には、彼女が双子の姉妹を演じた『Kamini Damini』や、マリニ本人が監督を務めバラタナティヤムの踊り手を演じた『Noopur』などもある。また、インド独立戦争の戦士達とインドの自由を勝ち取るための彼らの闘いを描いた連続テレビ小説『Yug』でも主演した。

### 制作・宣伝
マリニは、ヒンディー語女性誌『New Woman』と『Meri Saheli』の編集者だった。2000年、マリニは女性初となるインド国立映画開発公社の会長に任命された。
2007年、マリニはミネラル浄水器メーカーのKent RO Systemsと宣伝契約を結んだ。マリニはチェンナイの服飾企業Pothysの広告塔にもなった。